# Democratische Partij van Albanië

Democratische Partij van Albanië

De Democratische Partij van Albanië (Albanees: Partia Demokratike e Shqipërisë, PDS), is een Albanese politieke partij opgericht in 1990.

## Geschiedenis
Op 11 december 1990 stond het Centraal Comité van de Albanese Partij van de Arbeid (communistische partij, PPSh) de vorming van oppositiepartijen toe. Op 12 december 1990 werd de Democratische Partij van Albanië opgericht en geregistreerd als de eerste oppositiepartij. De oprichters van de PDS waren de arts Sali Berisha (sinds 2005 premier) en de econoom Gramoz Pashko. De PDS presenteerde zich als een radicale hervormingspartij die Albanië wilde veranderen van een communistische volksrepubliek in een democratische staat met een vrije markteconomie. Kort na de oprichting van de partij werd de partijkrant Rilindja Demokratike gesticht. De eerste editie van Rilindja Demokratike met een oplage van 50.000 exemplaren was binnen enkele uren uitverkocht. Bij de eerste democratische parlementsverkiezingen van maart 1991 werd de PDS tweede en trad niet toe tot het communistische (PPSh) kabinet van premier Fatos Nano, maar na het aftreden van dit kabinet in juni 1991 trad de PDS toe tot de "Regering van Nationale Eenheid" (een brede coalitie) onder leiding van premier Ylli Bufi. De PDS leverde 7 ministers, onder wie vice-premier Gramoz Pashko.
De parlementsverkiezingen van maart 1992 werden door de DPS van Sali Berisha gewonnen. Korte tijd hierna (april 1992) werd Sali Berisha tot president van Albanië gekozen (zijn voorganger was de communist Ramiz Alia) en vormde de 53-jarige archeoloog en lid van de PDS Aleksander Meksi premier van een coalitie van de PDS, de Sociaaldemocratische Partij en de Republikeinse Partij. De nieuwe democratische regering probeerde via een "shock"therapie de economie van een centraal geleide economie te vervangen door een vrije markteconomie. De collectieve boerderijen werden ontmanteld en het vrijgekomen land verdeeld onder de boeren. De staatsbedrijven werden in rap tempo geprivatiseerd.
Ondanks de economische successen van de regering begon Albanië zich (opnieuw) in de richting van een eenpartijstaat te bewegen. De door de DPS gedomineerde regering maakte het de oppositie, en dan met name de Socialistische Partij van Albanië (PSSh), de opvolger van de communistische Albanese Partij van de Arbeid (PPSh), erg lastig. Oppositieleden werd geïntimideerd en soms zelfs mishandeld. De Albanese parlementsverkiezingen van mei en juni 1996, die oneerlijk liepen, werden gewonnen door de PDS. De partij verkreeg 122 van de 140 zetels en de PSSh verkreeg slechts 10 zetels. Hierna vonden er overal in het land demonstraties tegen de regering plaats. Het land verviel in anarchie en maart 1997, verving president Sali Berisha premier Meksi door de socialist (PSSh) Bashkim Fino die een overgangskabinet waarin zowel de PSSh als de PDS vertegenwoordigd waren. De coalitiepartners bleven elkaar vijandig gezind.
De Albanese parlementsverkiezingen van juni/juli 1997 werden door de PSSh gewonnen. De PSSh verkreeg 101 van de 155 zetels. De PDS was de grote verliezer en verkreeg maar 29 zetels. President Berisha trad op 23 juli 1997 als president af. Voor de parlementsverkiezingen van gingen de PDS en enkele kleinere partijen een alliantie aan, Unie voor de Overwinning (Bashkimi për Fitoren). Deze alliantie kreeg 37,1% van de stemmen. De PDS als individuele partij kreeg 46 zetels, maar bleef nog tot aan de Albanese parlementsverkiezingen van 3 juli 2005, die de PDS en haar bondgenoten wonnen, nog in de oppositie. Bij die verkiezingen verkreeg de PDS 56 van (7,67%) van de 140 zetels. Tezamen met haar bondgenoten werden dit er 73, een meerderheid in de Volksvergadering van Albanië (Albanees parlement). Sali Berisha, de man die van 1992 tot 1997 president was geweest, werd premier van een coalitiekabinet.
In 2009 won de PDS opnieuw bij omstreden verkiezingen, maar in 2013 kwamen de socialisten weer aan de macht. Berisha legde het leiderschap neer, maar bleef lid van het parlement.
Oud-minister Lulzin Basha volgde hem op, maar wist in 2017 en 2022 geen meerderheid te behalen en trad af. Vanaf 2022 woedt in de partij een machtsstrijd. 
Berisha, die zich had afgescheiden, kwam weer terug en claimde de overwinning bij interne partijverkiezingen. De voorlopige partijleider Alibeija legde zich daar niet bij neer en er volgde een juridische procedure. In eerste termijn kreeg Berisha van de rechtbank gelijk, maar er volgde een hoger beroep.
In mei 2021 weigerde het Amerikaanse ministerie van buitenlandse zaken Berisha en zijn familie een inreisvisum. De oud-premier werd beschuldigd van corruptie, zonder dat de beschuldiging werd onderbouwd.
In juni 2024 won Berisha ook in hoger beroep het gevecht over het leiderschap, zodat hij op 79-jarige leeftijd terugkeerde aan het hoofd van de DP.

## Ideologie
De PDS is een centrumrechtse partij. De partijideologie is gebaseerd op het liberalisme. De PDS is een geassocieerd lid van de Europese Volkspartij.
De partij is seculier, maar wordt over het algemeen gesteund door de soennitische moslims en de rooms-katholieken.
Voorzitter van de partij is Sali Berisha.
Forumi Rinor i Partise Demokratike is de jongerenafdeling van de partij.

## Partijkrant
De partijkrant is de in 1991 opgerichte Rilindja Demokratike.

## Verkiezingsresultaten PDS1991- heden
| 1991 | 75  | 250 |
| 1992 | 92  | 140 |
| 1996 | 122 | 140 |
| 1997 | 29  | 155 |
| 2001 | 32  | 140 |
| 2005 | 56  | 140 |

## Lijst van voorzitters van de PDS
| Persoon                           | Periode |
| --------------------------------- | --- |
| Sali Berisha                      | 1991 - 1992 |
| Eduard Selami                     | 1992 - 1995 |
| Tritan Shehu (waarnemend tot 1996 | 1995 - 1997 |
| Genc Pollo (a.i.)                 | 1997 |
| Sali Berisha                      | 1997 - heden De Democratische Partij van Albanië mag niet worden verward met de Nieuwe Democratische Partij (PDR). Deze partij is een afsplitsing van de PDS en wordt geleid door Genc Pollo, een oud-partijvoorzitter van de PDS. |

## Verwijzingen
1. 1 2  The Albanians. A Modern History, door: Miranda Vickers (1999), blz. 217
2. ↑  The Albanians. A Modern History, door: Miranda Vickers (1999), blz. 227
3. ↑  In feite een voortzetting van het door premier Fatos Nano opgestarte beleid
4. ↑  Ondanks het feit dat internationale waarnemers beweerden dat zij eerlijk verliepen. Grote Oosthoek Jaarboek 1996, blz. 81, red. Grote Oosthoek
5. ↑  Grote Oosthoek Jaarboek 1996, blz. 81, red. Grote Oosthoek
6. ↑  Grote Oosthoek Jaarboek 1997, blz. 77, red. Grote Oosthoek
7. ↑  Het zetelaantal in het parlement was zojuist uitgebreid. Grote Oosthoek Jaarboek 1997, blz. 77, red. Grote Oosthoek
8. ↑  https://balkaninsight.com/2022/05/23/berisha-claims-hes-back-in-charge-of-albanias-democratic-party/. Gearchiveerd op 21 januari 2023.
9. ↑  https://balkaninsight.com/2021/05/20/sanctions-on-berisha-may-help-albanias-democrats-experts-say/. Gearchiveerd op 25 mei 2022.
10. ↑  https://balkaninsight.com/2024/06/11/albanian-court-hands-opposition-democratic-party-back-to-berisha/